# Gérald Bloncourt
Pour les articles homonymes, voir Bloncourt.
Gérald Bloncourt, né le 4 novembre 1926 à Bainet (Haïti) et mort le 29 octobre 2018 à Paris, est un peintre, un poète et un photographe haïtien, installé en France à la fin des années 1940.

## Biographie
Né à Bainet en Haïti d'une mère native de France métropolitaine et d'un père guadeloupéen, Gérald Bloncourt passe son enfance à Jacmel, dans le sud d'Haïti. À la suite d'un ouragan qui ruine la région, la famille déménage à Port-au-Prince en 1936.
En 1944, Gérald Bloncourt participe à la fondation du Centre d'art haïtien. Aux côtés de Jacques Stephen Alexis, René Depestre et Gerard Lafontant, il est l'un des principaux leaders des « Cinq Glorieuses », journées révolutionnaires qui entraînent la chute du gouvernement Lescot en 1946. Condamné à mort, il est sauvé grâce à la mobilisation de plusieurs personnalités dont le conseiller culturel à l’ambassade de France à Port-au-Prince. Il est néanmoins expulsé d'Haïti. Bloncourt séjourne quelques mois en Martinique, puis s’installe à Paris. Il se lance dans la photographie, sans cesser pour autant de peindre et de graver.
Militant communiste, il est nommé en 1948 responsable politique du service photo de L'Humanité, pour lequel il couvre de nombreux conflits sociaux. C'est une façon pour lui « de militer, de résister et de changer les choses un appareil photo à la main ».
Il devient par la suite reporter indépendant et travaille pour Le Nouvel Observateur, L'Express, Le Nouvel Économiste, Options, Le Peuple, Regards, Syndicalisme hebdo, Témoignage chrétien, La Vie catholique, La Vie Ouvrière.
En 1963, Gérald Bloncourt crée les Éditions Murales (livres muraux itinérants) et d'autres expositions, qui circuleront pendant plus de vingt ans à travers la France.
Il effectue un premier voyage au Portugal en 1966, sur les routes de l’émigration. En 1974, il couvre la révolution des Œillets et deux ans plus tard, il est l'un des premiers journalistes qui couvre, au Sahara Occidental, la guerre du Front Polisario contre le Maroc.
Il retourne en Haïti en 1986, après la chute du régime des Duvalier. Il cofonde en 1998 le « Comité pour la défense des droits de l'Homme et de la démocratie en Haïti », plus connu sous le nom de « Comité pour juger Duvalier ».

### Famille
Gérald Bloncourt est l'arrière-petit-neveu de Melvil-Bloncourt, député de Guadeloupe sous le Second Empire, siégeant à l’extrême-gauche avant de jouer un rôle actif pendant la Commune de Paris.
Il est aussi le neveu d'Élie Bloncourt, qui perdit la vue lors de la Première guerre mondiale, fut résistant pendant la Seconde guerre mondiale, puis fut député de la SFIO.
Son premier frère est Tony Bloncourt, résistant communiste, fusillé au mont Valérien le 9 mars 1942. Son second frère, Claude Bloncourt est un médecin qui fut un des précurseurs du SAMU.

## Prix et distinctions
- 1988 : citoyen d’honneur de la ville de La Nouvelle-Orléans (USA)[6].
- 1994 : premier Prix pour l’ensemble de son œuvre, 2e Salon d’Art Contemporain de Le Mée[6].
- 2008 : médaille de la Ville de Paris (échelon Vermeil), pour l’ensemble de son œuvre[6].
- 2011 : chevalier de l’Ordre des Arts et des Lettres[6].
- 2015 : chevalier de la Légion d’honneur[7].
- 2016 : Grand-croix l'ordre de l'Infant Dom Henri, décoration remise par le président de la République portugaise, Marcelo Rebelo de Sousa[8].

## Œuvre
Auteur d'une œuvre abondante et variée (peinture, dessin, poésie, gravure...), Gérald Bloncourt effectue à partir de la fin des années 1940 une carrière de reporter-photographe et est l'auteur de plus de 200 000 photos. Il est aussi poète et a publié Dialogue au bout des vagues en 2008.

## Publications et expositions
Liste non exhaustive :
- (fr + en) La Peinture Haïtienne / Haitian arts, Paris France, Nathan, 1986 (ISBN 2-09-161501-3), avec Marie-José Nadal-Gardère, texte de Gérald Bloncourt; documentation de Marie-José Nadal-Gardère, et de nombreuses plaquettes poétiques.
- Yeto ou le Palmier des Neiges, éditions Henri Deschamps et Arcantère, 1991, souvenirs d’engagements en Haïti et chronique du retour au pays.
- Le regard engagé. Parcours d’un franc-tireur de l’image, éditions François Bourin, 2004 (ses mémoires de reporter photographe)
- Les Prolos, éditions Au nom de la mémoire, Bezons, 2004, album qui rassemble 140 photographies de Bloncourt accompagnées de textes de Mehdi Lallaoui. (ISBN 2-910780-11-2).
- Messagers de la tempête. André Breton et la Révolution de janvier 1946 en Haïti, avec Michael Löwy, éditions Le Temps des Cerises, 2006[9].
- Por uma vida melhor (Pour une vie meilleure), exposition au Musée d’art contemporain de Lisbonne (fondation Berardo), 2008[10]; Parution d’un catalogue bilingue portugais / français (éditions Fage).
- Dialogue au bout des vagues, éditions Mémoire d'Encrier, Québec, 2008, préface de Jean-Claude Charles.
- Le Paris de Gérald Bloncourt, éditions Parimagine, 2010. Une centaine de photographies dont de nombreuses d’écrivains, d’artistes. Un témoignage du Paris laborieux et populaire.
- Peuples de gauche 1972-1983, éditions François Bourin, 2011, préface d'Edgar Morin.
- Journal d'un révolutionnaire, éditions Mémoire d'Encrier, 2013, préface Rodney Saint-Éloi.
- Le regard engagé, avec les fils des grands découvreurs, éditions Converso Editora, Portugal 2015. Photographies de Gérald Bloncourt sur l'immigration portugaise, les chantiers, les bidonvilles, le passage des Pyrénées, dans les trains, à Hendaye, le Portugal sous Salazar, le Révolution des Œillets. Conception et réalisation : Daniel Bastos[11].
- Je n'ai rien à cacher, l'Harmattan, 2016, biographie de Gérald Bloncourt par Bernard Esposito.
- L'œil en colère : photos, journalisme et révolution, Edition Lemieux, 2016[12].
- Un homme peau noir peau rouge, un homme de toutes les saisons, éditions Mémoire d'encrier, 2018, préface de Yanick Lahens.